# Без по муке иде нам од руке
Без по муке иде нам од руке је приручник из српског језика и књижевности за ученике виших разреда основне школе, аутора Љиљане Јовић и Оливере Потић. Приручник је од 1992. године, када је први пут објављен у издању тада издавачке куће Политика у 10.000 примерака, доживео неколико издања и усклађивање с Правописом српскога језика после 1993. године, углавном у приватном издању аутора.
Ауторке су направиле „примамљив приручник који ће ђацима, њиховим наставницима, а и родитељима, олакшати учење и живот учинити лепшим... Уџбеници нису примерени узрасту од једанаест до петнаест година... Пошто нису у могућности да мењају наставни програм, а чакајући и да се уџбеници промене (што се никако не дешава), решлиле су да саме нешто предузму... Приручник је илустровала њихова ученица, Ивана Јаковљевић, а сав материјал су пре штампања прегледали ђаци, дали своје мишљење, примедбе и процене, чак и неке своје дефиниције. Другим речима, без имало ауторске сујете, две професорке су сарађивале са ђацима. Дизајн је радио Слободан Тонић."
Петоминутни прилог са промоције књиге објављен је у другом дневнику РТБ. Ауторке су у више наврата гостовале на телевизији: на ТВ Политика, на Арт телевизији и на Трећем каналу РТБ, а све то због тадашње специфичности овог приручника — први пут је неко у Србији направио приручник из озбиљне материје, илустрован карикатурама и написан на забаван начин. Аутор илустрација, Ивана Јаковљевић, у време писања приручника била је ученик осмог разреда основне школе.